# Buquetia
Buquetia – rodzaj muchówek z rodziny rączycowatych (Tachinidae).

## Wybrane gatunki
- B. hilaris (Baranov, 1939)[2]
- B. musca Robineau-Desvoidy, 1847[2]
- B. obscura (Coquillett, 1897)[3]